# Imperfect Like a God
Imperfect Like a God – czwarty studyjny album polskiej grupy deathmetalowej Trauma. Wydany został 10 grudnia 2003 roku nakładem Empire Records. Nagrania zostały zarejestrowane i zmiksowane w białostockim Hertz Studio pomiędzy marcem a majem 2003 roku.

## Lista utworów
Opracowano na podstawie materiału źródłowego.
1. "Blade Under Your Throat" – 04:08
2. "The Hidden Seed" – 03:33
3. "The Madness Here" – 04:24
4. "Beyond the Perception" – 04:39
5. "Imperfect Like a God" – 03:55
6. "Make Me Blind" – 04:01
7. "Spiritual Disorder" – 03:53
8. "Perplexity of Truths" – 03:31
9. "Outrage to Fools" – 05:57

## Twórcy
Opracowano na podstawie materiału źródłowego.
- Artur "Chudy" Chudewniak – wokal prowadzący
- Jarosław "Mister" Misterkiewicz – gitara rytmiczna, gitara prowadząca, miksowanie, produkcja muzyczna, logo, muzyka
- Patryk Krajnik – gitara rytmiczna, gitara prowadząca
- Paweł Krajnik – gitara basowa
- Arkadiusz "Maly" Sinica – perkusja
- Wojciech Wiesławski, Sławomir Wiesławski – miksowanie, mastering, produkcja muzyczna
- Jacek Zieliński – okładka, oprawa graficzna
- Tomek "Wrzątek" Zieliński – zdjęcia